# Эдишерашвили, Георгий
Гео́ргий Эдишерашви́ли (груз. გიორგი ედიშერაშვილი; род. 17 марта 1988, Тбилиси) — грузинский и азербайджанский борец вольного стиля, трёхкратный чемпион Европы (2013,2017,2018).

## Биография
Родился 17 марта 1988 года в Тбилиси. По национальности — грузин. Чемпион Европы среди кадетов (2005), чемпион Европы (2013). Победитель и призёр международных турниров.
В 2014-2015 годах отбывал дисквалификацию за употребление допинга. Следы применения запрещенных стимуляторов у него были выявлены в анализах, взятых после Кубка наций 2013 года в Москве.
С 2016 года выступает за Азербайджан, член национальной сборной Азербайджана. Бронзовый призёр Кубка мира (2017), чемпион Европы (2017, 2018). Победитель и призёр международных турниров.